# Koalition för Bulgarien
Koalition för Bulgarien (Коалиция за България, Koalicija za Balgarija) är en politisk valallians i Bulgarien.
I valet 2001 fick koalitionen 17,1 % av rösterna och 48 av de 240 platserna i det bulgariska parlamentet. I valet därpå, den 25 juni 2005, fick koalitionen 34,2 % av rösterna och 82 mandat i parlamentet.
Det största partiet i koalitionen är det Bulgariska socialistpartiet.
Idag ingår dessutom följande andra partier i koalitionen:
- Bulgariska socialistpartiet
- Bulgariska socialdemokratiska partiet
- Politiska rörelsen Socialdemokraterna
- Bulgariska jordbrukarförbundet "Aleksandăr Stambolijski"
- Medborgarunionen "Roma"
- Rörelsen för social humanism
- Gröna partiet i Bulgarien
- Bulgariska kommunistpartiet